# Das Königreich der Anderen
Das Königreich der Anderen (Originaltitel The Other Kingdom) ist eine kanadisch-amerikanische Jugend-Sitcom, die von einer Elfe handelt, die 90 Tage auf der Erde verbringen soll. Die Serie wurde von Thomas W. Lynch und seiner Firma entwickelt.
Die erste Folge wurde in den USA und Kanada (gleichzeitig) am 10. April 2016 auf Nickelodeon gesendet. In Deutschland wurde die Serie erstmals ab dem 7. November 2016 auf Nickelodeon Deutschland ausgestrahlt.

## Figuren
| Figur              | Darsteller         | Deutscher Sprecher   |
| ------------------ | ------------------ | -------------------- |
| Astral             | Esther Zynn        | Jodie Blank          |
| Tristan            | Callan Potter      | Amadeus Strobl       |
| Morgan             | Celina Martin      | Anita Hopt           |
| Brendoni           | Adam Peddle        | Jannik Endemann      |
| Devon              | Taylor Adams       | Sebastian Kluckert   |
| Hailey             | Josette Halpert    | Josefin Hagen        |
| Peter Quince       | Brett Donahue      |                      |
| Oswald             | Jeff Douglas       | Thomas Schmuckert    |
| Versitude          | Alvina August      | Nicole Hannak        |
| PeaseBlossom       | Torri Webster      | Kristina Tietz       |
| Winston            | C. J. Byrd-Vassell | Patrick Keller       |
| König Oberon       | Martin Roach       | Oliver Siebeck       |
| Queen Titania      | Tori Anderson      | Melanie Hinze        |
| Edgar der Große    | Jerald Sokolowski  | Sven Brieger         |
| Gigi               |                    | Giovanna Winterfeldt |
| Principal Williams | Kirsten Alter      | Andrea Aust          |

Astral ist eine Elfe vom Königreich Athenia. Sie möchte die andere Welt besuchen und erleben. Sie ist mit Morgan, Devon und Tristan befreundet.
Morgan ist eine Freundin von Astral. Sie weiß alles über Elfen. Später kennt sie Astrals wirkliche Persönlichkeit.
Devon ist Astrals, Morgans und Tristans Freund und Vater von Peter Quince. Später stellt sich heraus, dass er eine Halb-Elfe und Astrals Cousin ist.
Tristan ist ein cooler Junge in der Schule und Astrals Freund. In der letzten Folge stellt sich heraus, dass er der verlorene Prinz von Spartania ist.
Hailey ist ein beliebtes Mädchen in der Schule und Astrals Rivalin. Sie versucht, Astrals wahre Identität auffliegen zu lassen und Tristan als Freund zu gewinnen.
König Oberon ist der Herrscher des Königreichs Athenia und Astrals Vater.
Königin Titania ist die Königin des Königreichs Athenia und Astrals Mutter.
Versitude ist die Beraterin von König Oberon. Sie ist geheimnisvoll und hegt eine Abneigung gegenüber Menschen.
Oswald ist ein Krieger, der Astral in die Welt der Menschen begleitet. Wenn Oswald die Welt der Menschen betritt, ist er 7 cm groß.
Winston ist ein Austauschstudent aus England. Er hängt oft mit PeaseBlossom rum.
Gigi ist Haileys Freundin. Sie ist ein cooles, kluges und ein entspanntes Mädchen.

## Episodenliste
| Nr. (ges.) | Nr. (St.) | Deutscher Titel          | Originaltitel               | Erstausstrahlung USA | Deutschsprachige Erstausstrahlung (D) | Regie          | Drehbuch        | Zuschauer (USA) | Prod. Code |
| ---------- | --------- | ------------------------ | --------------------------- | -------------------- | ------------------------------------- | -------------- | --------------- | --------------- | ---------- |
| 1          | 1         | Die Dummheit der Anderen | What Fools These Mortals Be | 10. Apr. 2016        | 7. Nov. 2016                          | Don McCutcheon | Thomas W. Lynch | 1,29 Mio.       | 101        |
| 2          | 2         | Alles so anders          | The New Kid                 | 10. Apr. 2016        | 8. Nov. 2016                          | Don McCutcheon | Thomas W. Lynch | 1,20 Mio.       | 102        |
| 3          | 3         | Das Geheimnis            | Lost In Translation         | 17. Apr. 2016        | 9. Nov. 2016                          | Don McCutcheon | Jan Caruana     | 1,01 Mio.       | 103        |
| 4          | 4         | Zu viele Smoothies       | Thanks A Latte              | 17. Apr. 2016        | 10. Nov. 2016                         | Stefan Scaini  | Skander Halim   | 0,91 Mio.       | 104        |
| 5          | 5         | Nur ein kleines Erdbeben | Where There’s Smoke         | 24. Apr. 2016        | 11. Nov. 2016                         | Stefan Scaini  | Thomas W. Lynch | 0,92 Mio.       | 105        |